# Stagno di Pollu
Lo stagno di Pollu è una zona umida situata  in prossimità  della costa centro-orientale della Sardegna. È limitrofo all'omonima spiaggia e appartiene amministrativamente al comune di Lotzorai.

Lo stagno riceve le acque del rio Pramaera.